# Luís Calisto
Luís Calisto Nunes da Silva, geralmente conhecido como Luís Calisto (Gaula, 19 de janeiro de 1950 - Funchal, 20 de dezembro de 2021) foi um jornalista e futebolista português. Foi considerado um dos melhores jogadores de futebol madeirenses, e um dos mais reconhecidos jornalistas madeirenses, marcando a rádio, a imprensa e a televisão da Região Autónoma da Madeira.

## Desporto
Luís Calisto nasceu a 19 de janeiro de 1950, na freguesia de Gaula, concelho de Santa Cruz.
Iniciou-se no futebol no Club Sport Marítimo, a 15 de Fevereiro de 1964, na categoria de principiantes. Participou nos vários escalões de formação maritimistas, fazendo parte do grupo que levou o Marítimo aos campeonatos nacionais de futebol, em virtude da subida ao principal escalão do futebol português, a 15 de Maio de 1977. Jogou por este clube de 1969 a 1978, disputando 504 jogos.
De 1978 a 1980 jogou pelo Clube de Futebol União, e entre 1980 e 1981 pelo Clube Desportivo Portosantense, sendo considerado um dos “melhores jogadores de futebol madeirenses”.
Foi um dos sócios fundadores do CS Juventude Gaula, sendo o sócio n.º 1 da coletividade gaulesa.

## Comunicação social
Dirigiu vários órgãos de comunicação madeirenses ao longo de uma carreira de mais de 40 anos, sendo considerado um “grande jornalista que marcou a rádio, a imprensa e a televisão regionais“, "um dos mais reconhecidos profissionais do sector", e "um dos mais proeminentes jornalistas da sua geração". Entre os órgãos de comunicação social que chefiou contam-se a RDP Madeira, o Diário de Notícias da Madeira, o Tribuna da Madeira e a RTP Madeira.
Durante muitos anos manteve a rubrica "Às Avessas", no Diário de Notícias, sendo conhecido "pela forma fácil e hábil como escrevia e ainda pela sua crítica e ironias apuradas".
Nos últimos anos, mantinha o blogue “Fénix do Atlântico”.
Era casado com Ana Maria Escórcio Martins.
Morreu aos 71 anos, a 20 de dezembro de 2021, no Hospital Dr. Nélio Mendonça, no Funchal, onde estava internado, vítima de doença prolongada.
A sua morte foi lamentada por José Manuel Rodrigues, presidente do Assembleia Legislativa da Madeira, e por Miguel Albuquerque, chefe do governo regional, assim como pela Câmara Municipal do Funchal, pela direção regional da Madeira do Sindicato dos Jornalistas, pelo Club Sport Marítimo, e pela Associação de Futebol da Madeira. O Grupo Parlamentar do PSD Madeira e o Partido Trabalhista Português endereçaram igualmente votos de pesar.
Foi sepultado no Cemitério das Angústias, no Funchal, a 20 de dezembro de 2021.

## Obra publicada
- “Achas na Autonomia- viagem ao interior da Flama”[1][5]
- “Nas Margens da Madeira”, editado pelo Diário de Notícias em 2011[5]
- “Marítimo – A antiguidade é um posto”, lançado em 2020,[3] em parceria com o JM.[6]